# 2:40-Stunden-Rennen von Laguna Seca 2024

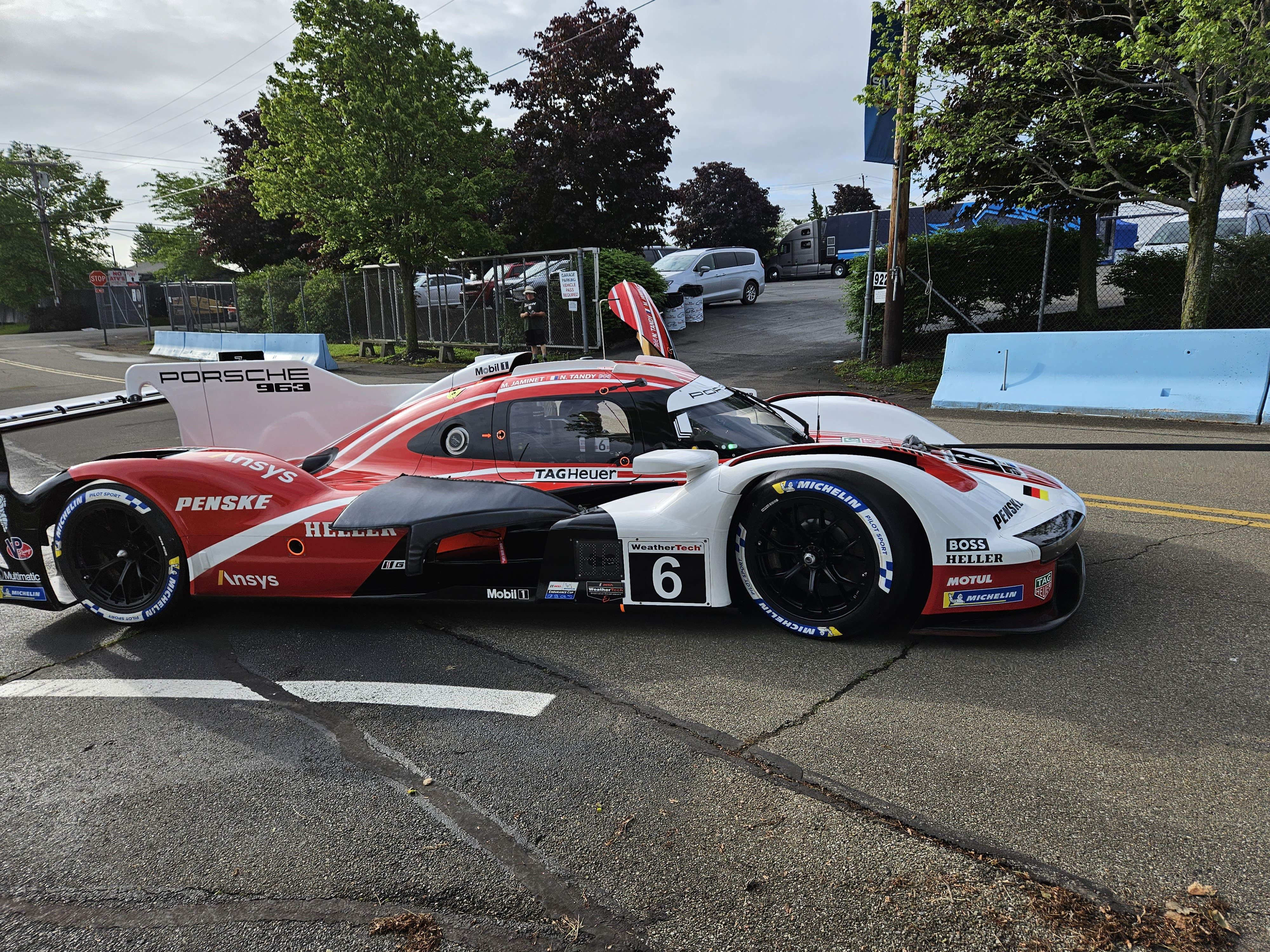
Porsche 963 mit der Startnummer 6; Siegerwagen von Nick Tandy und Mathieu Jaminet

Das 2:40-Stunden-Rennen von Laguna Seca 2024, auch 2024 Motul Course de Montery powered by Hyundai N, fand am 12. Mai auf dem Laguna Seca Raceway statt und war der vierte Wertungslauf der IMSA WeatherTech SportsCar Championship dieses Jahres.

## Das Rennen
Die Rennen der IMSA WeatherTech SportsCar Championship waren in den letzten Jahren von vielen Gelb- und Safety-Car-Phasen geprägt, die von den jeweiligen Rennleitungen auch eingesetzt wurden, um durch das wiederholte Zusammenführen der Starterfelder knappe Rennentscheidungen möglich zu machen. Nicht so beim Rennen in Laguna Seca, wo es nur eine Safety-Phase bei der Distanzhalbzeit gab. Danach wurde unter Grün zu Ende gefahren. Dabei setzten sich Jack Aitken im Cadillac V-Series.R mit der Startnummer 31 und Nick Tandy im Porsche 963 mit der Startnummer 6 kontinuierlich vom restlichen Feld ab. Die Entscheidung über den Gesamtsieg fiel zehn Minuten vor dem Fallen der Zielflagge, als Aitken beim Überrunden von der Strecke abkam und Tandy an ihm vorbei zum Sieg fuhr.

## Ergebnisse

### Schlussklassement
| 1           | GTP     | 6   | Porsche Penske Motorsport           | Mathieu Jaminet Nick Tandy              | Porsche 963                      | 119 |
| 2           | GTP     | 31  | Whelen Engineering Cadillac Racing  | Jack Aitken Luís Felipe Derani          | Cadillac V-Series.R              | 119 |
| 3           | GTP     | 7   | Porsche Penske Motorsport           | Dane Cameron Felipe Nasr                | Porsche 963                      | 119 |
| 4           | GTP     | 40  | Wayne Taylor Racing with Andretti   | Louis Delétraz Jordan Taylor            | Acura ARX-06                     | 119 |
| 5           | GTP     | 01  | Cadillac Racing                     | Sébastien Bourdais Renger van der Zande | Cadillac V-Series.R              | 119 |
| 6           | GTP     | 10  | Wayne Taylor Racing with Andretti   | Filipe Albuquerque Ricky Taylor         | Acura ARX-06                     | 119 |
| 7           | GTP     | 25  | BMW M Team RLL                      | Connor De Phillippi Nick Yelloly        | BMW M Hybrid V8                  | 119 |
| 8           | GTP     | 85  | JDC–Miller MotorSports              | Tijmen van der Helm Richard Westbrook   | Porsche 963                      | 119 |
| 9           | GTP     | 24  | BMW M Team RLL                      | Philipp Eng Jesse Krohn                 | BMW M Hybrid V8                  | 118 |
| 10          | GTP     | 5   | Proton Competition Mustang Sampling | Gianmaria Bruni Bent Viscaal            | Porsche 963                      | 118 |
| 11          | GTD-Pro | 77  | AO Racing                           | Laurin Heinrich Sebastian Priaulx       | Porsche 911 GT3 R (992)          | 111 |
| 12          | GTD-Pro | 9   | Pfaff Motorsports                   | Oliver Jarvis Marvin Kirchhöfer         | McLaren 720S GT3 Evo             | 111 |
| 13          | GTD-Pro | 4   | Corvette Racing                     | Nicky Catsburg Tommy Milner             | Chevrolet Corvette Z06 GT3.R     | 111 |
| 14          | GTD-Pro | 14  | Vasser Sullivan Racing              | Ben Barnicoat Jack Hawksworth           | Lexus RC F GT3                   | 111 |
| 15          | GTD     | 57  | HTP Winward Motorsport              | Philip Ellis Russell Ward               | Mercedes-AMG GT3 Evo             | 111 |
| 16          | GTD-Pro | 3   | Corvette Racing                     | Antonio García Alexander Sims           | Chevrolet Corvette Z06 GT3.R     | 111 |
| 17          | GTD-Pro | 23  | Heart of Racing Team                | Mario Farnbacher Ross Gunn              | Aston Martin Vantage AMR GT3 Evo | 111 |
| 18          | GTD     | 96  | Turner Motorsport                   | Robby Foley Patrick Gallagher           | BMW M4 GT3                       | 111 |
| 19          | GTD     | 120 | Wright Motorsports                  | Adam Adelson Elliott Skeer              | Porsche 911 GT3 R (992)          | 111 |
| 20          | GTD     | 32  | Korthoff Preston Motorsports        | Mikaël Grenier Mike Skeen               | Mercedes-AMG GT3 Evo             | 110 |
| 21          | GTD     | 45  | Wayne Taylor Racing with Andretti   | Danny Formal Kyle Marcelli              | Lamborghini Huracán GT3 Evo 2    | 110 |
| 22          | GTD-Pro | 1   | Paul Miller Racing                  | Bryan Sellers Madison Snow              | BMW M4 GT3                       | 110 |
| 23          | GTD-Pro | 65  | Ford Multimatic Motorsports         | Joey Hand Dirk Müller                   | Ford Mustang GT3                 | 110 |
| 24          | GTD Pro | 64  | Ford Multimatic Motorsports         | Mike Rockenfeller Harry Tincknell       | Ford Mustang GT3                 | 110 |
| 25          | GTD     | 27  | Heart of Racing Team                | Roman De Angelis Spencer Pumpelly       | Aston Martin Vantage AMR GT3 Evo | 110 |
| 26          | GTD     | 55  | Proton Competition                  | Giammarco Levorato Corey Lewis          | Ford Mustang GT3                 | 110 |
| 27          | GTD     | 78  | Forte Racing                        | Misha Goikhberg Loris Spinelli          | Lamborghini Huracán GT3 Evo 2    | 110 |
| 28          | GTD     | 12  | Vasser Sullivan                     | Frankie Montecalvo Parker Thompson      | Lexus RC F GT3                   | 109 |
| 29          | GTD     | 43  | Andretti Motorsports                | Jarett Andretti Gabby Chaves            | Porsche 911 GT3 R (992)          | 109 |
| 30          | GTD     | 13  | AWA                                 | Matthew Bell Orey Fidani                | Chevrolet Corvette Z06 GT3.R     | 109 |
| 31          | GTD     | 66  | Gradient Racing                     | Stevan McAleer Sheena Monk              | Acura NSX GT3 Evo22              | 109 |
| 32          | GTD     | 86  | MDK Motorsports                     | Anders Fjordbach Kerong Li              | Porsche 911 GT3 R (992)          | 109 |
| 33          | GTD     | 70  | Inception Racing                    | Brendan Iribe Frederik Schandorff       | McLaren 720S GT3 Evo             | 109 |
| Ausgefallen |         |     |                                     |                                         |                                  |     |
| 34          | GTD     | 34  | Conquest Racing                     | Albert Costa Manny Franco               | Ferrari 296 GT3                  | 79  |

### Nur in der Meldeliste
Zu diesem Rennen sind keine weiteren Meldungen bekannt.

### Klassensieger
| Klasse  | Fahrer          | Fahrer            | Fahrzeug                | Platzierung im Gesamtklassement |
| ------- | --------------- | ----------------- | ----------------------- | ------------------------------- |
| GTP     | Mathieu Jaminet | Nick Tandy        | Porsche 963             | Gesamtsieg                      |
| GTD-Pro | Laurin Heinrich | Sebastian Priaulx | Porsche 911 GT3 R (992) | Rang 11                         |
| GTD     | Philip Ellis    | Russell Ward      | Mercedes-AMG GT3 Evo    | Rang 15                         |

### Renndaten
- Gemeldet: 34
- Gestartet: 34
- Gewertet: 33
- Rennklassen: 3
- Zuschauer: unbekannt
- Wetter am Renntag: warm und trocken
- Streckenlänge: 3,601 km
- Fahrzeit des Siegerteams: 2:40:09,438 Stunden
- Gesamtrunden des Siegerteams: 119
- Gesamtdistanz des Siegerteams: 428,519 km
- Siegerschnitt: unbekannt
- Pole Position: Sébastien Bourdais – Cadillac V-Series.R (#01) – 1:12,445 = 178,978 km/h
- Schnellste Rennrunde: Sébastien Bourdais – Cadillac V-Series.R (#01) – 1:14,196 = 174,753 km/h
- Rennserie: 4. Lauf zur IMSA WeatherTech SportsCar Championship 2024